# RC CF Trans
Die R.C.-C.F. Trans s.r.l ist ein rumänisches Eisenbahninfrastrukturunternehmen mit Sitz in Brașov.
Das 2001 gegründete Unternehmen begann seine Tätigkeit im September 2004 mit der Bahnstrecke Bartolomeu–Zărnești. Heute betreibt RC CF Trans Bahnstrecken in einer Gesamtlänge von 1194 Kilometern in den Bereichen Brașov, Timișoara und Iași.
Zur Infrastruktur gehören 27 Bahnhöfe, 21 Haltepunkte und drei Tunnel.